# Voisines (Alt Marne)
Voisines és un municipi francès situat al departament de l'Alt Marne i a la regió del Gran Est. L'any 2007 tenia 92 habitants.

## Demografia

### Població
El 2007 la població de fet de Voisines era de 92 persones. Hi havia 36 famílies de les quals 12 eren unipersonals (12 dones vivint soles i 12 dones vivint soles), 8 parelles sense fills, 12 parelles amb fills i 4 famílies monoparentals amb fills.
La població ha evolucionat segons el següent gràfic:
Habitants censats

### Habitatges
El 2007 hi havia 56 habitatges, 40 eren l'habitatge principal de la família, 7 eren segones residències i 8 estaven desocupats. Tots els 56 habitatges eren cases. Dels 40 habitatges principals, 35 estaven ocupats pels seus propietaris i 5 estaven llogats i ocupats pels llogaters; 1 tenia tres cambres, 9 en tenien quatre i 30 en tenien cinc o més. 36 habitatges disposaven pel capbaix d'una plaça de pàrquing. A 16 habitatges hi havia un automòbil i a 20 n'hi havia dos o més.

### Piràmide de població
La piràmide de població per edats i sexe el 2009 era:
| Homes | Edats   | Dones |
| ----- | ------- | ----- |
| 0     | 95 o +  | 0     |
| 0     | 90 a 94 | 4     |
| 4     | 85 a 89 | 4     |
| 0     | 80 a 84 | 0     |
| 4     | 75 a 79 | 0     |
| 4     | 70 a 74 | 4     |
| 0     | 65 a 69 | 4     |
| 4     | 60 a 64 | 0     |
| 0     | 55 a 59 | 4     |
| 4     | 50 a 54 | 0     |
| 4     | 45 a 49 | 0     |
| 4     | 40 a 44 | 0     |
| 8     | 35 a 39 | 4     |
| 0     | 30 a 34 | 4     |
| 0     | 25 a 29 | 0     |
| 0     | 20 a 24 | 0     |
| 0     | 15 a 19 | 0     |
| 0     | 10 a 14 | 0     |
| 4     | 5 a 9   | 4     |
| 4     | 0 a 4   | 4     |

## Economia
El 2007 la població en edat de treballar era de 50 persones, 34 eren actives i 16 eren inactives. De les 34 persones actives 33 estaven ocupades (18 homes i 15 dones) i 1 aturada (1 dona i 1 dona). De les 16 persones inactives 9 estaven jubilades, 5 estaven estudiant i 2 estaven classificades com a «altres inactius».
Activitats econòmiques
Els 2 establiments que hi havia el 2007 eren d'empreses de construcció.
Els 2 serveis als particulars que hi havia el 2009 eren fusteries.
L'any 2000 a Voisines hi havia 7 explotacions agrícoles.

## Poblacions més properes
El següent diagrama mostra les poblacions més properes.